# Hipostaza
Hipostaza – termin wywodzący się od greckiego hypóstasis (ὑπόστᾰσις) – podstawa, czyli to co pod spodem. W filozofii Plotyna jest to byt wyemanowany z Absolutu. Filozofia chrześcijańska przejęła ten termin; oznacza ona tutaj każdą z trzech Osób Trójcy Świętej pojmowaną jako różny od pozostałych podmiotów.

## Chrześcijaństwo zachodnie
W rozumieniu katolickim (w sensie tego słowa używanym przed wielką schizmą z 1054 r.), a także według protestantów, Trójca jest jednym Bogiem, jedną istotą. Ontycznie, a więc jako „byt, substancja”, Trójca jest jednością, jednym Bogiem, nie ma trzech substancji, trzech bogów. Ojciec i Syn i Duch Święty są „współistotni” (por. nicejsko-konstantynopolitańskie wyznanie wiary). Są natomiast oddzielnymi hipostazami, czyli podmiotami, osobami. Ta prawda wykracza poza ziemskie prawa logiki. Jak stwierdził prawosławny teolog Paul Evdokimov za P. Fłorienskim: „prawda o współistotności [Osób Trójcy] odsłania np. śmiercionośny bezruch prawa tożsamości: «A» jest «A», «A» nie jest «nie-A»”.
Pojęcie to zbliżone jest do pojęcia osoby prosopon, które jednak jest unikane w teologii, gdyż pierwotnie oznaczało maskę i wydawało się opierać na pozorach i czymś fikcyjnym.
Sobór w Chalcedonie usankcjonował w 451 r. termin „hipostaza”, stwierdzając istnienie w Chrystusie jednej jedynej hipostazy-osoby w dwóch naturach (zob. unia hipostatyczna).
Termin ten prowadzi także do zrozumienia tajemnicy Trójcy Świętej pozwalając na odróżnienie jedynej substancji (natury) Boga od trzech hipostaz (osób): Ojca, Syna i Ducha Świętego.

## Filozofia
Hipostaza ma też w filozofii znaczenie:
- ogólne – oznacza pojęcie abstrakcyjne lub ogólne uznane za konkretny byt jednostkowy[5] (na przykład sprawiedliwość, dobro)[1];
- potoczne – jest to wszelki przedmiot fikcyjny uznany za istniejący (na przykład czarodziejska różdżka).

W opozycji do hipostazy występuje reizm, który zakłada samodzielne istnienie wyłącznie rzeczy.